# Şanlıurfa
Şanlıurfa (historycznie Edessa) – miasto w południowo-wschodniej Turcji. W antyku centrum chrześcijaństwa syryjskiego, znane m.in. ze szczególnego wizerunku Chrystusa – mandylionu, oraz ze szkoły teologicznej Efrema Syryjczyka.

## Nazewnictwo
Miasto znane było w dziejach pod wieloma nazwami: orm. Ուռհա (Urhai), aram. ‏ܐܘܪܗܝ‎, kurd. Riha, arab. ‏الروها‎ (Ar-Ruha), stgr. Ορρα (Orra) i Ορροα (Orroa). Bizantyjczycy nazwali miasto Justinopolis, jednak jego najbardziej znaną nazwą jest nadana przez Seleucydów – gr. Εδεσσα, łac. Edessa. Turecką nazwę Urfa w 1984 zmieniono decyzją tureckiego parlamentu poprzez dodanie członu Şanlı, oznaczającego wielki, zwycięski (dla upamiętnienia oporu miasta w tureckiej wojnie niepodległościowej z lat 1919–1923).

## Historia

### Początki miasta

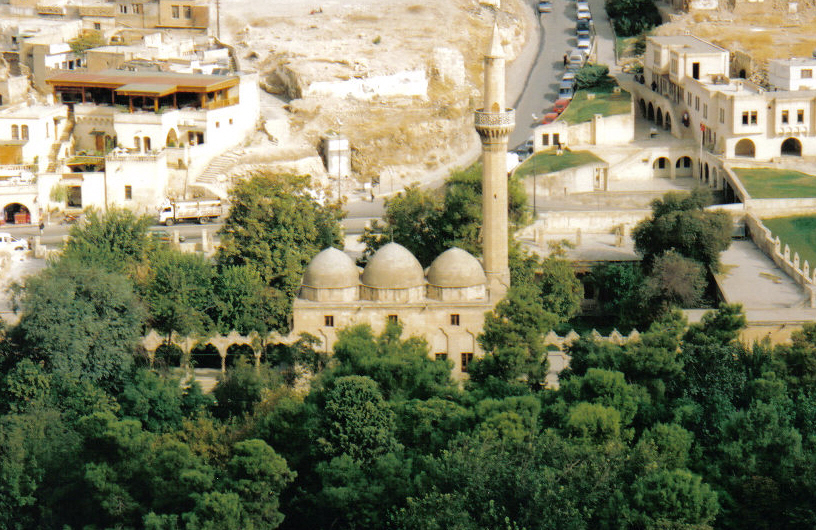
Meczet wystawiony w tradycyjnym miejscu narodzin Abrahama

Według tradycji Edessa była pierwszym miastem założonym po potopie. Początki jego istotnie należy odnosić do odległej starożytności. W tradycji muzułmańskiej biblijne miejsce narodzin patriarchy Abrahama w Ur łączone jest nie z miastem chaldejskim, lecz właśnie z Urfą (pamięci Ibrahima/Abrahama jako proroka oddawana jest przez muzułmanów cześć w miejscowym meczecie).
Za czasów diadochów (III w. p.n.e.) władca Syrii Seleukos I Nikator osiedlił w istniejącym już wcześniej mieście Orrhoe (lub Osrhoe – nazwa pochodząca prawdopodobnie od miejscowych władców imieniem Chosroes) greckich żołnierzy wojsk macedońskich Aleksandra Wielkiego i miasto nazwano na pamiątkę Edessy macedońskiej. W czasach hellenistycznych położona na tzw. jedwabnym szlaku Edessa stała się jednym z ważniejszych ośrodków miejskich ówczesnej Syrii.
W II połowie II wieku p.n.e. na terenach otaczających Edessę plemiona przybyłe z północnej Arabii utworzyły królestwo Osroene pod rządami dynastii Abgarów (132 p.n.e.–244 n.e.). Państwo to, leżące na pograniczu Rzymu i Partii, pozostawało w zależności na przemian od obu mocarstw. Po długoletniej okupacji Rzymianie w 244 wcielili królestwo Osroene do swego imperium, a Edessa stała się rzymskim ważnym garnizonem pogranicznym.

### Edessa chrześcijańska

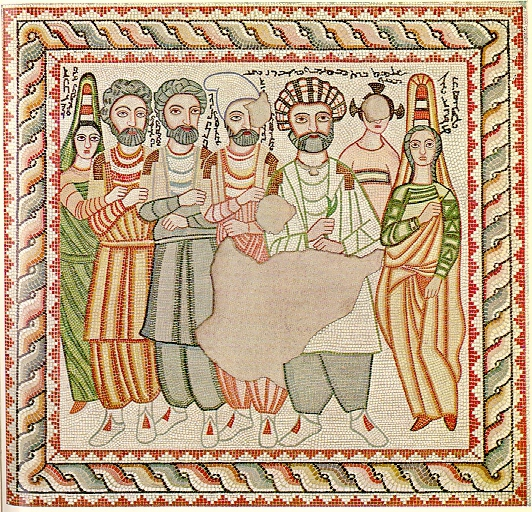
Syryjska rodzinna mozaika grobowa z III wieku n.e.

#### Chrystianizacja Edessy
Miasto było jednym z pierwszych ośrodków chrześcijaństwa – pod życzliwą chrześcijaństwu władzą Abgarów skupiska chrześcijan istniały tam jawnie już w połowie II wieku.
Zgodnie z podaniem pierwszym biskupem Edessy był apostoł Tadeusz (Addai). Jednak według tradycji kościelnej sukcesję apostolską biskupi Edessy otrzymali od Serapiona, biskupa Antiochii (190–203). W odróżnieniu od Antiochii, gdzie mówiono po grecku, językiem dominującym był język syryjski.
W roku 197 odbył się pierwszy synod. Około 204 r. król Abgar IX nawrócił się na chrześcijaństwo, co wpłynęło na znaczny rozwój chrześcijaństwa w mieście i okolicach; w okolicach powstały też liczne klasztory. W 232 sprowadzono do Edessy z Indii relikwie świętego Tomasza Apostoła. Rzymskie prześladowania z III wieku pozostawiły pamięć o męczennikach. W tym okresie misjonarze z Edessy nawrócili jednak na chrześcijaństwo sporą część Mezopotamii i Persji, m.in. ich dziełem było ustanowienie kościoła w imperium Sasanidów.

#### Edeski mandylion
W Edessie przechowywano mandylion, znany jako wizerunek Chrystusa „nie ręką ludzką uczyniony”.
Z jego przybyciem do miasta związana jest opowieść o królu Abgarze V, władcy Edessy, po raz pierwszy zanotowana przez Euzebiusza z Cezarei: kiedy król zachorował na trąd, wysłał swego sługę Ananiasza, przez którego prosił Jezusa, którego sława uzdrowiciela była już wówczas głośna, aby przybył z Judei. Chrystus nie mógł jednak spełnić prośby króla, o czym zawiadamiał go w liście. Jezus obiecał też, że po jego śmierci do Abgara uda się jeden z jego uczniów (wspomina się Tadeusza), celem uzdrowienia władcy. W liście znajdowało się również zapewnienie, że Edessa nie zostanie nigdy zdobyta przez wrogów. Euzebiusz cytował tekst obu listów (Abgara do Chrystusa i Chrystusa do Abgara), które następnie (często w nieco zmienionej wersji) krążyły w świecie chrześcijańskim w formie amuletów. Samą korespondencję uznano za apokryficzną już w dekrecie Gelazjusza z początku VI wieku.

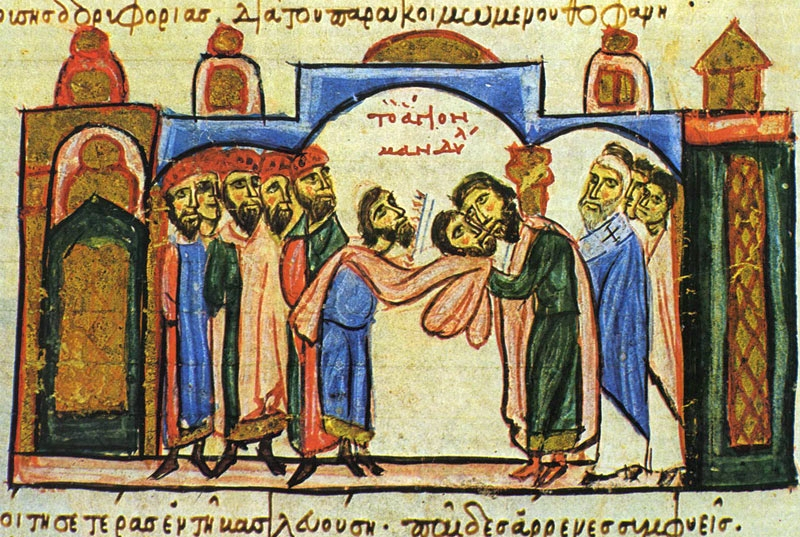
Przekazanie mandylionu Bizantyjczykom przez mieszkańców Edessy (miniatura z XIII w.)

W późniejszych wersjach legendy (od VI w.) wspomina się, że Abgar poprosił swojego wysłannika, aby w przypadku gdyby Chrystus nie mógł przybyć, sporządził jego portret. W Jerozolimie okazało się jednak, że posłaniec nie jest w stanie namalować oblicza Zbawiciela. Wówczas Chrystus przykładając chustę do twarzy stworzył podobiznę której kontemplowanie uzdrowiło władcę.
Od VI w. w Edessie przechowywano też przedmiot utożsamiany z mandylionem. Powszechnie przypisywano mu cudowną właściwość ochrony miasta przed wrogami. W wielu przekazach mówi się o cudownym ocaleniu Edessy w czasie najazdu perskiego. Wkrótce potem miasto stało się zdobyczą Arabów. W X w. ekspansję na wschód podjęło cesarstwo bizantyńskie; w roku 944 wojska Bizancjum stały pod Edessą. Cesarz Roman Lekapen zgodził się na odstąpienie od oblężenia pod warunkiem wydania przez Arabów mandylionu. Cudowny wizerunek zabrano do Konstantynopola, gdzie uroczyście wprowadzono go 15 sierpnia 944 r., o czym opowiada Opowieść o wizerunku z Edessy autorstwa cesarza Konstantyna Porfirogenety.
W źródle tym zreferowana jest również „brakująca” część historii mandylionu. Wspomina się tam, że następca Abgara V, Ma'nu V bar Abgar (panował 50–57 n.e.) powrócił do pogaństwa, obraz został zamurowany w ścianie miasta, a o miejscu tym zapomniano. W czasie oblężenia Edessy przez króla Persów Chosreoesa (554), biskupowi edeskiemu zostało objawione miejsce w którym znajdował się obraz Nie ręką ludzką uczyniony. Kiedy rozebrano zewnętrzne murowanie, mieszkańcy zobaczyli nie tylko pięknie zachowaną ikonę, ale także odcisk liku na glinianej desce (czrepii), która zakrywała obraz. Od tego zdarzenia bierze początek wersja ikony Zbawiciel na czrepii, gdzie zamiast mandylionu twarz Zbawiciela przedstawiona jest na jednolitym tle o fakturze kamiennego muru lub drewnianej deski.

#### Szkoła teologiczna
Na początku IV w. Edessa stała się metropolią kościelną kraju Osroene z jedenastoma sufraganiami, podległą patriarsze Antiochii. Edessa była wówczas ośrodkiem chrześcijańskiej nauki i kultury. Po zajęciu przez Persów miasta Nisibis w 363, Efrem Syryjczyk przeniósł do Edessy tamtejszą Szkołę teologiczną.
Na początku V w. jednym z jej aktywnych wykładowców był Ibas z Edessy, popularyzator nauczania Teodora z Mopsuestii na obszarze Bliskiego Wschodu. Zwalczany przez biskupa Edessy Rabbulasa (zm. ok. 435 r.), po jego śmierci został wybrany następcą. List Ibasa do Marisa, biskupa Hardaszir w Persji, pisany z Soboru efeskiego (431 r.), opisujący nauczanie Cyryla Aleksandryjskiego został  włączony w tzw. Trzy Dzieła i w 553 roku potępiony przez V Sobór powszechny w Konstantynopolu.
W okresie gorących dysput po Soborze efeskim (431 r.), w 457 uczniowie Ibasa z Edessy zostali wydaleni z miasta. Narsaj (będący wykładowcą szkoły od 437) założył ponownie nestoriańską szkołę w Nisibis. Natomiast szkoła edeska została (ze względu na przeważający w niej nestorianizm) ostatecznie zamknięta w 489 przez cesarza Zenona, a jej wykładowcy i studenci znaleźli azyl w Persji, przenosząc się z powrotem do Nisibis.
Od tej pory Edessa stała się ośrodkiem monofizytyzmu. Za panowania Justyniana I Wielkiego biskup Edessy Jakub Baradeusz położył podwaliny pod monofizycki syryjski kościół jakobicki, organizując od podstaw jego hierarchię i sieć parafialną.

### VII–XI wiek

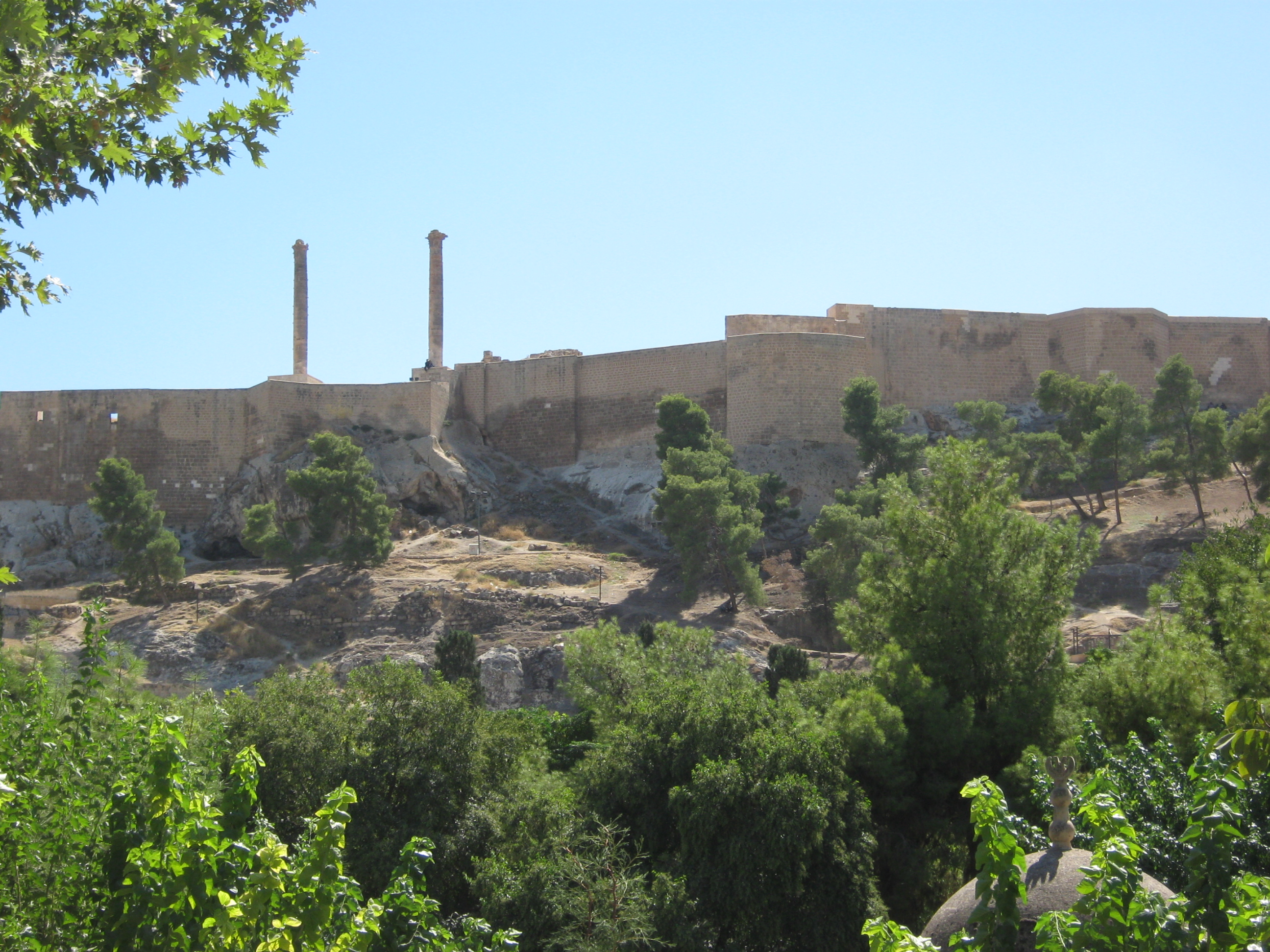
Mury historycznej cytadeli edeskiej

W roku 609 Edessę zdobyli Persowie, lecz szybko została ona odzyskana przez Bizancjum. W 640 roku miasto zostało zdobyte przez Arabów, pod których panowaniem pozostawało do roku 1031, kiedy arabski zarządca poddał je Bizantyjczykom. Potem Edessę kolejno opanowywali Arabowie i Grecy.
Zajęte w 1087 przez seldżuckich Turków pod wodzą Buzana, miasto już w 1094 zostało opanowane przez ormiańskiego księcia Torosa. Ostatecznie w 1098 przejęli je krzyżowcy tworząc Hrabstwo Edessy.

### Hrabstwo Edessy
Na otaczających terytoriach krzyżowcy utworzyli w otoczeniu miasta „łacińskie” władztwo (1098–1144) – najdalej wysunięty na północ i wschód organizm państwowy wśród zdobyczy chrześcijan w Palestynie. Ze względu na swe graniczne położenie nie było ono państewkiem o tak rozwiniętym ustroju, jak Królestwo Jerozolimskie, a władza panujących miała charakter znacznie bardziej despotyczny niż typowo feudalny. Tzw. ludności łacińskiej było niewiele, a rządy opierały się na warstwie ormiańskich urzędników, wykształconych według norm bizantyjskich. Kolejnymi hrabiami Edessy byli:
- Baldwin I z Boulogne (1098–1100)
- Baldwin II z Bourcq (1100–1118)
- Joscelin I z Courtenay (1118–1131)
- Joscelin II z Courtenay (1131–1149)

### Islam w Edessie
W 1144 roku Zengi, turecki bej Mosulu, zdobył i gruntownie zniszczył Edessę, co zapoczątkowało upadek. Następnie ze zmiennym powodzeniem walczyli o nią tureccy sułtanowie Aleppo, Mongołowie i Mamelucy. Od roku 1637 miasto należało już na stałe do Imperium osmańskiego. Początkowo znaczną część jego ludności i okolic stanowili syryjscy chrześcijanie różnych wyznań (jakobici, ormianie i katolicy), ale w wyniku ucisku tureckiego i masakr w latach 1895 i 1915, chrześcijanie wyginęli albo uciekli. Obecnie miasto jest zamieszkane przez Turków i Kurdów. Szybki wzrost liczby ludności datuje się od połowy XX wieku.

### Współczesna Edessa-Şanlıurfa
Dzisiejszy ośrodek miejski liczy ok. 2 milionów mieszkańców. Jest centrum przemysłu i handlu, a także administracyjnym dla prowincji Şanlıurfa.
W 2000 roku Harran i Şanlıurfa zostały włączone na turecką listę informacyjną UNESCO – wykaz obiektów, które Turcja zamierza rozpatrzyć do zgłoszenia do wpisu na listę światowego dziedzictwa UNESCO.

## Postacie związane z Edessą
W mieście zamieszkiwali:
- Teofil Maronita – astronom
- Bardesanes – pierwszy chrześcijański poeta, gnostyk
- biskupi:
  - Ibas
  - Rabbulas – założyciel Kościoła Jakobickiego
  - Jakub Baradeusz – założyciel Syryjskiego Kościoła Prawosławnego
- Efrem Syryjczyk
- Afrahat – Pers, późniejszy biskup Niniwy